# Ercé-en-Lamée
Pour les articles homonymes, voir Ercé.
Ercé-en-Lamée est une commune française située dans le département d'Ille-et-Vilaine, en région Bretagne.

## Géographie
La commune est traversée par le Semnon.

### Communes limitrophes
|                          | La Bosse-de-Bretagne        | Lalleu, Tresbœuf |
| Bain-de-Bretagne         | Ercé-en-Lamée               | Thourie          |
| Saint-Sulpice-des-Landes | Ruffigné (Loire-Atlantique) | Teillay          |

### Hydrographie
Pour un article plus général, voir Réseau hydrographique d'Ille-et-Vilaine.
La commune est située dans le bassin Loire-Bretagne. Elle est drainée par le Semnon, l'Aron, la Planche Cleuze, le ruisseau du Gué du dane, le ruisseau de la Pênais, le ruisseau des Pierres grises et le Vieux Rochis,,.
Le Semnon, d'une longueur de 73 km, prend sa source dans la commune de Saint-Erblon et se jette  dans la Vilaine à Saint-Senoux, après avoir traversé 20 communes. 
L'Aron, d'une longueur de 26 km, prend sa source dans la commune de Teillay et se jette  dans la Chère à Mouais, après avoir traversé huit communes. 

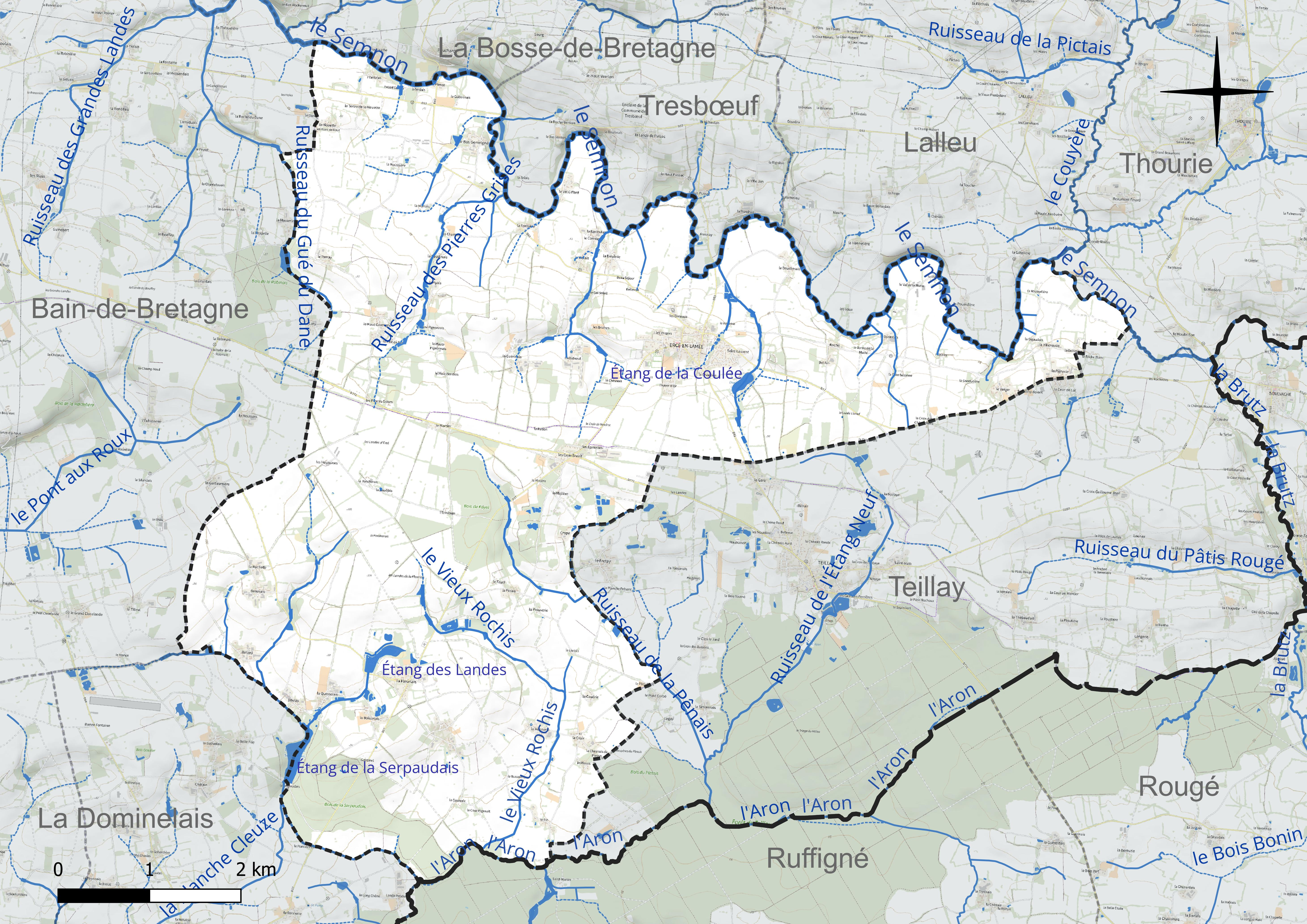
Réseau hydrographique d'Ercé-en-Lamée.

Quatre plans d'eau complètent le réseau hydrographique : l'étang de la Coulée (2,66 ha), l'étang de la Robinais, d'une superficie totale de 2,5 ha (0,71 ha sur la commune), l'étang de la Serpaudais, d'une superficie totale de 7,9 ha (4,42 ha sur la commune) et l'étang des Landes (4,62 ha),.

### Climat
Pour des articles plus généraux, voir Climat de la Bretagne et Climat d'Ille-et-Vilaine.
En 2010, le climat de la commune est de type climat océanique altéré, selon une étude du CNRS s'appuyant sur une série de données couvrant la période 1971-2000. En 2020, Météo-France publie une typologie des climats de la France métropolitaine dans laquelle la commune est exposée à un climat océanique et est dans la région climatique  Bretagne orientale et méridionale, Pays nantais, Vendée, caractérisée par une faible pluviométrie en été et une bonne insolation. Parallèlement l'observatoire de l'environnement en Bretagne publie en 2020 un zonage climatique de la région Bretagne, s'appuyant sur des données de Météo-France de 2009. La commune est, selon ce zonage, dans la zone « Sud Est », avec des étés relativement chauds et ensoleillés.  
Pour la période 1971-2000, la température annuelle moyenne est de 11,6 °C, avec une amplitude thermique annuelle de 13,6 °C. Le cumul annuel moyen de précipitations est de 734 mm, avec 12 jours de précipitations en janvier et 6,4 jours en juillet. Pour la période 1991-2020, la température moyenne annuelle observée sur la station météorologique la plus proche, située sur la commune de La Noë-Blanche à 14 km à vol d'oiseau, est de 12,2 °C et le cumul annuel moyen de précipitations est de 780,5 mm,. Pour l'avenir, les paramètres climatiques de la commune estimés pour 2050 selon différents scénarios d'émission de gaz à effet de serre sont consultables sur un site dédié publié par Météo-France en novembre 2022.

## Urbanisme

### Typologie
Au 1er janvier 2024, Ercé-en-Lamée est catégorisée commune rurale à habitat dispersé, selon la nouvelle grille communale de densité à sept niveaux définie par l'Insee en 2022.
Elle est située hors unité urbaine. Par ailleurs la commune fait partie de l'aire d'attraction de Rennes, dont elle est une commune de la couronne,. Cette aire, qui regroupe 183 communes, est catégorisée dans les aires de 700 000 habitants ou plus (hors Paris),.

### Occupation des sols
L'occupation des sols de la commune, telle qu'elle ressort de la base de données européenne d'occupation biophysique des sols Corine Land Cover (CLC), est marquée par l'importance des territoires agricoles (93,6 % en 2018), une proportion sensiblement équivalente à celle de 1990 (93,8 %). La répartition détaillée en 2018 est la suivante : 
zones agricoles hétérogènes (45,4 %), terres arables (38 %), prairies (10,1 %), forêts (5,2 %), zones urbanisées (1,3 %). L'évolution de l'occupation des sols de la commune et de ses infrastructures peut être observée sur les différentes représentations cartographiques du territoire : la carte de Cassini (XVIIIe siècle), la carte d'état-major (1820-1866) et les cartes ou photos aériennes de l'IGN pour la période actuelle (1950 à aujourd'hui).

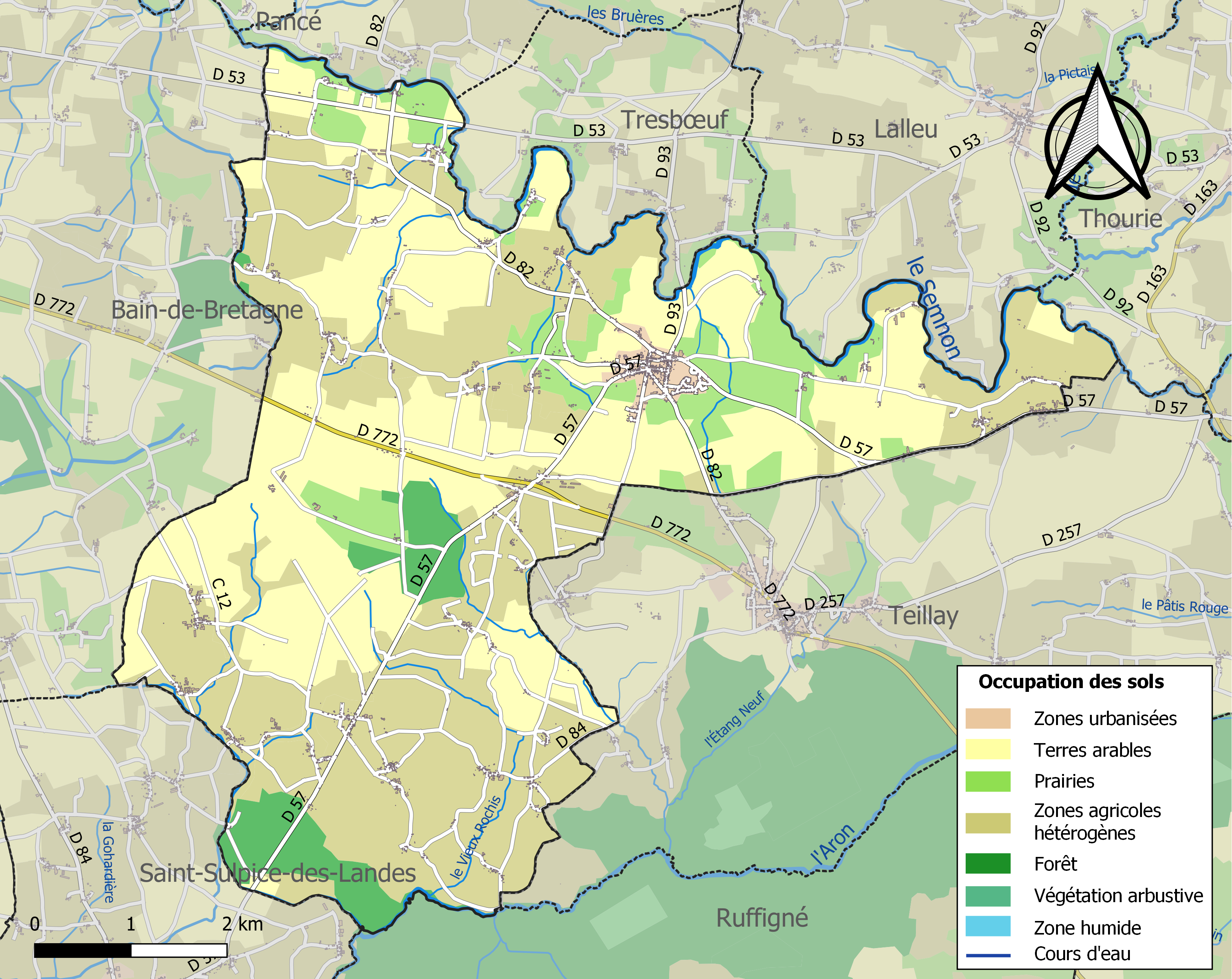
Carte des infrastructures et de l'occupation des sols de la commune en 2018 (CLC).

## Toponymie
La localité est attestée sous sa forme latine Hertiacum  dès 1123, puis sous les formes Erceio en 1145, Erceyum en 1161, Erceium de Deserto en 1257, Erceium in Media en 1516.
Lamée : « Pays de la Mée » (« pays mitoyen », limité au nord par le Semnon, à l'est par l'Erdre, au sud par la Loire et à l'ouest par la Vilaine).

## Histoire
La population de la commune était, paraît-il, favorable aux changements apportés par la Révolution française, surtout après la fin de la Terreur. La principale fête révolutionnaire est celle célébrant l'anniversaire de l'exécution de Louis XVI, accompagnée d'un serment de haine à la royauté et à l'anarchie, fêtée à partir de 1795.

## Politique et administration
| Période                                  | Période                  | Identité         | Étiquette | Qualité                                                            |
| ---------------------------------------- | ------------------------ | ---------------- | --------- | ------------------------------------------------------------------ |
| mars 1977                                | juin 1995                | Édouard Couvreux |           |                                                                    |
| juin 1995                                | mars 2001                | Gilbert Le Gac   |           | Retraité de la Marine marchande                                    |
| mars 2001                                | février 2005 (démission) | Louis Macé       |           | Ancien directeur de CAT Maire de La Selle-Craonnaise (1989 → 1995) |
| mars 2005                                | mai 2020                 | Patrick Derval   | DVD       | Agriculteur                                                        |
| mai 2020                                 | En cours                 | Isabelle Bertin  |           | Enseignante, ancienne première adjointe                            |
| Les données manquantes sont à compléter. |                          |                  |           |                                                                    |

## Démographie
L'évolution du nombre d'habitants est connue à travers les recensements de la population effectués dans la commune depuis 1793. Pour les communes de moins de 10 000 habitants, une enquête de recensement portant sur toute la population est réalisée tous les cinq ans, les populations de référence des années intermédiaires étant quant à elles estimées par interpolation ou extrapolation. Pour la commune, le premier recensement exhaustif entrant dans le cadre du nouveau dispositif a été réalisé en 2006.

En 2022, la commune comptait 1 568 habitants, en évolution de +4,74 % par rapport à 2016 (Ille-et-Vilaine : +5,46 %, France hors Mayotte : +2,11 %).
| 1793  | 1800  | 1806  | 1821  | 1831  | 1836  | 1841  | 1846  | 1851  |
| ----- | ----- | ----- | ----- | ----- | ----- | ----- | ----- | ----- |
| 2 860 | 2 610 | 2 707 | 3 166 | 3 188 | 3 052 | 3 040 | 3 162 | 3 264 |

| 1856  | 1861  | 1866  | 1872  | 1876  | 1881  | 1886  | 1891  | 1896  |
| ----- | ----- | ----- | ----- | ----- | ----- | ----- | ----- | ----- |
| 3 184 | 3 279 | 3 489 | 3 442 | 3 517 | 2 231 | 2 421 | 2 527 | 2 616 |

| 1901  | 1906  | 1911  | 1921  | 1926  | 1931  | 1936  | 1946  | 1954  |
| ----- | ----- | ----- | ----- | ----- | ----- | ----- | ----- | ----- |
| 2 516 | 2 513 | 2 506 | 2 323 | 2 225 | 1 990 | 1 850 | 1 814 | 1 762 |

| 1962  | 1968  | 1975  | 1982  | 1990  | 1999  | 2006  | 2011  | 2016  |
| ----- | ----- | ----- | ----- | ----- | ----- | ----- | ----- | ----- |
| 1 668 | 1 542 | 1 356 | 1 253 | 1 145 | 1 156 | 1 318 | 1 479 | 1 497 |

| 2021  | 2022  | - | - | - | - | - | - | - |
| ----- | ----- | - | - | - | - | - | - | - |
| 1 550 | 1 568 | - | - | - | - | - | - | - |

## Lieux et monuments

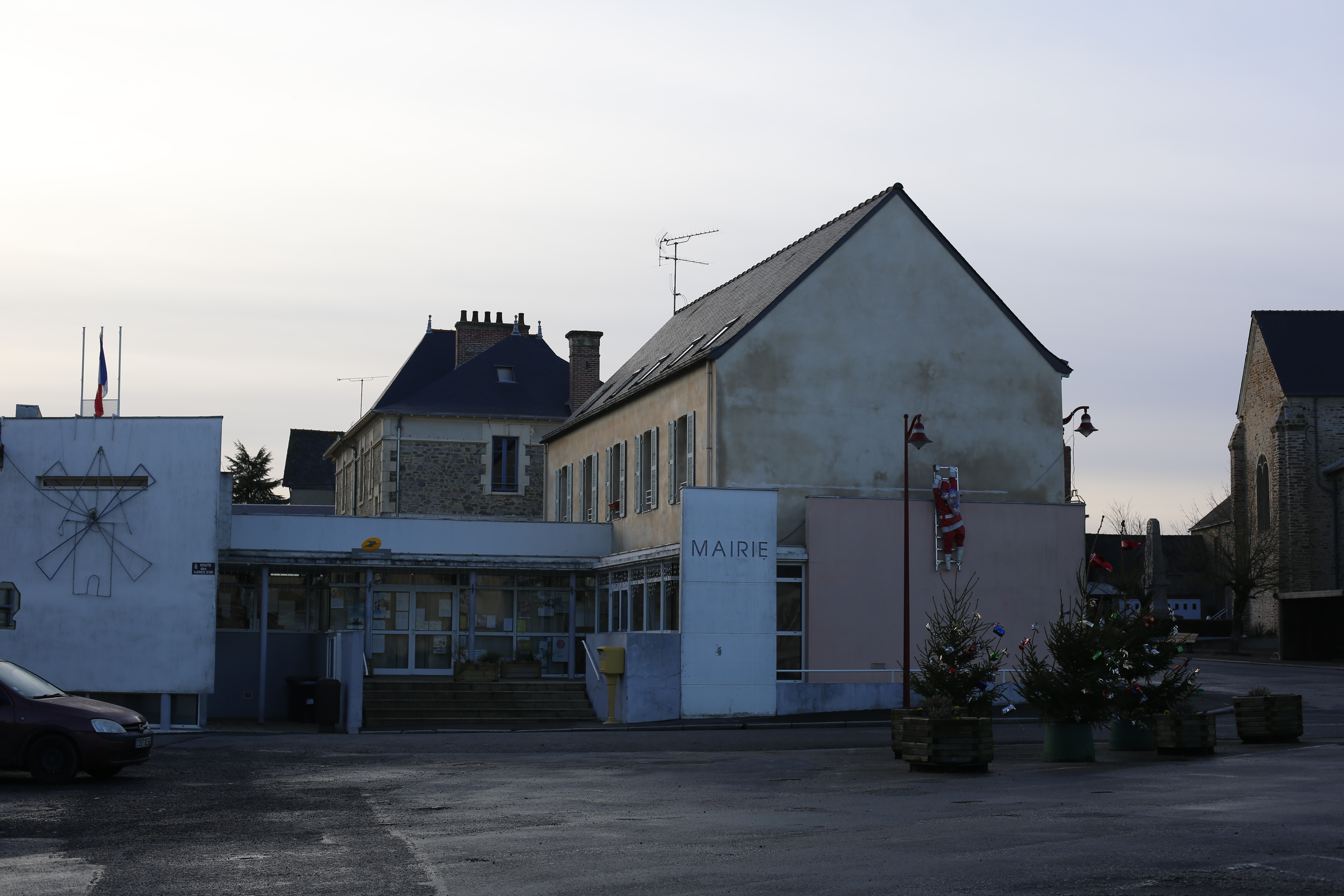
La mairie.
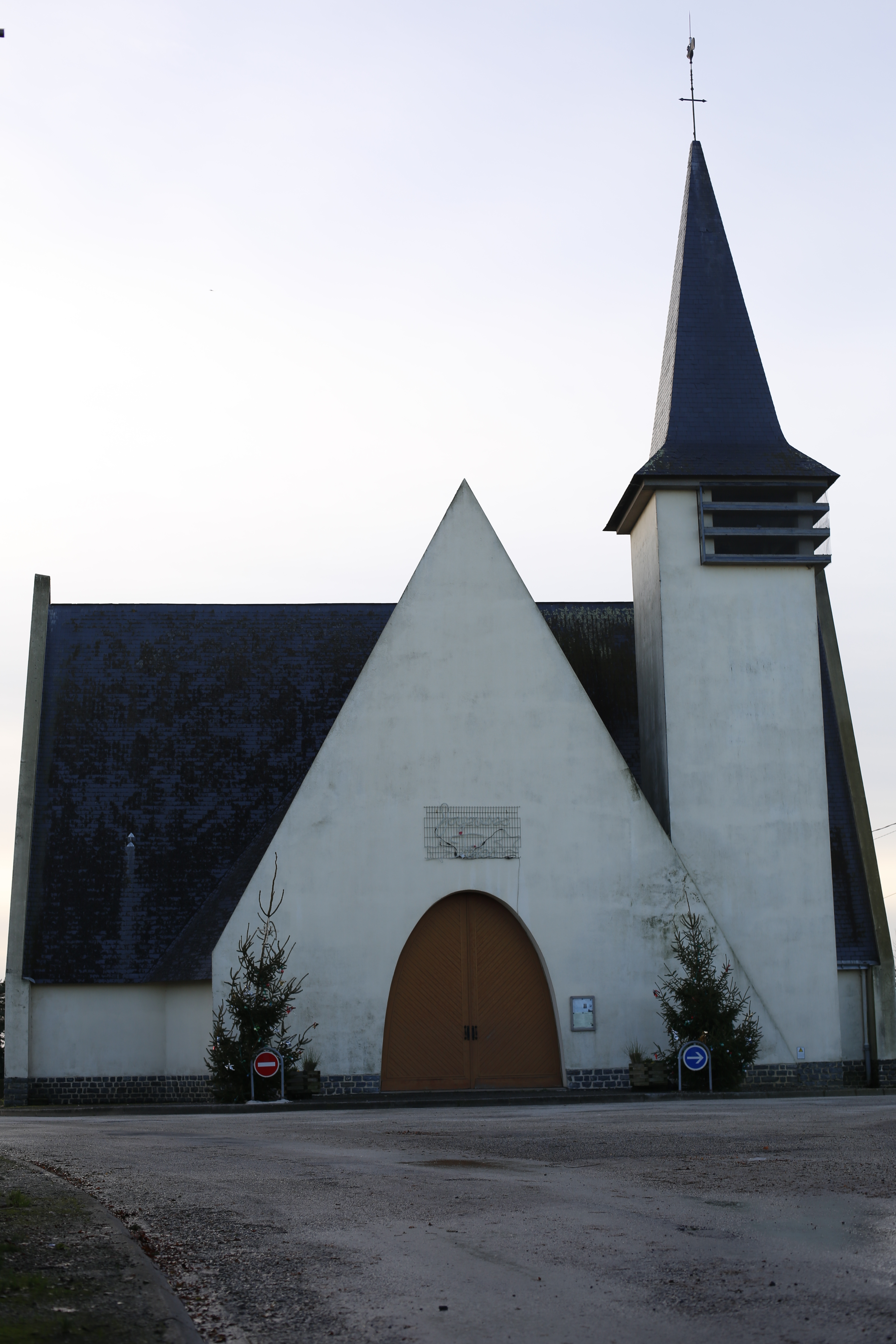
L'église Saint-Fiacre de la Fleuriais.

- Étang de la Serpaudais, exemple d'étang oligo-mésotrophe en Ille-et-Vilaine[32] ;
- Château de la Motte-des-Vaux ;
- Église Saint-Jean-Baptiste ;
- Église Saint-Fiacre de La Fleuriais.
- Le lavoir (proche du bourg)

## Monuments disparus[33]
- Un alignement de menhirs appelé les Pierres des Fées, situé sur la lande des Pierres Grises sur le bord de la voie romaine d'Angers à Carhaix a été mutilé en 1850 pour l'empierrement des routes de la commune.
- L'ancienne motte castrale (XIe – XIIIe siècle), située près de la Motte-des-Vaux qui a été rasée vers 1990.
- L'ancien cimetière des Croix-Brault
- L'ancien manoir de la Boullais et sa chapelle (de Saint-Raoul et Saint-Aubert). Ce sanctuaire est tombé en ruines de nos jours